# D'Estienne d'Orves (F781)
Le d'Estienne d'Orves est un aviso de type A69 et premier navire de la classe d'Estienne d'Orves de la Marine nationale française. Son indicatif visuel était F781. Ses villes marraines étaient Évenos, Le Beausset et Ollioules. Il était nommé d'après Honoré d'Estienne d'Orves, officier de marine et résistant français tué lors de la Seconde Guerre mondiale.

## Service actif
D’abord basé à Toulon, il participe à des missions dans l’océan Indien et à l’opération Daguet lors de la deuxième guerre du Golfe. Il est ensuite réaffecté à Brest en 1995 puis retiré du service le 30 juin 1999.

## Revente
Il est vendu à la Turquie en 2000 et livré en 2002, après un passage à la DCN Brest. Il reçoit alors le nom de TCG Beykoz. Il est victime d'un incendie de machines le 13 janvier 2018. En 2022, le canon de 100mm est remplacé par un canon de 76/62mm.

## Commandants
- Capitaine de frégate J. Florentin (08/1973-11/1975)